# Popivka, Horol
Popivka (în ucraineană Попівка) este un sat în comuna Novoavramivka din raionul Horol, regiunea Poltava, Ucraina.

## Demografie
Componența lingvistică a localității Popivka
     Ucraineană (98,99%)
     Alte limbi (0,8%)
Conform recensământului din 2001, majoritatea populației localității Popivka era vorbitoare de ucraineană (98,99%), existând în minoritate și vorbitori de alte limbi.